# Зоран Радојичић (професор)
Зоран Радојичић је професор је на Факултету организационих наука.

## Биографија
Зоран Радојичић је oсновне студије завршио 1994. године на Факултету организационих наука. Магистрирао је 2001, а докторирао је 2007. године, такође на Факултету организационих наука, из области рачунарске статистике. Усавршавао се на Институту Ласло Телеки у Будимпешти, као и на Централноевропском универзитету, такође у Будимпешти.
Године 2011. предавао је и на Универзитету у Новом Саду, у оквиру Темпус програма. Од те године је такође сарадник Министарства просвете, науке и технолошког развоја, где се бави научно-истраживачким радом и пројектима.
Члан је Статистичког друштва Србије.

## Награде
- Constantinus International Award, VialtoConsutancy, GoldMedal[1] (2013)

## Одабрана библиографија
- Bojić, D; Radojičić, Z; Nedeljković-Protić, M (2009). „Long-term Outcome After Admission for Acute Severe Ulcerative Colitis in Oxford: The 1992-1993 Cohort”. Inflammatory Bowel Diseases. 15 (6): 823—828.
- Jeremić, V; Bulajić, M; Martić, M; Radojičić, Z (2011). „A fresh approach to evaluating the academi cranking of world universities”. Scientometrics. 87 (3): 587—596.
- Al-Lagilli, S. A. M; Jeremić, V; Seke, K; Radojićić, Z (2011). „Evaluating the health of nations: a Libyan perspective”. Libyan Journal of Medicine. 6.
- Radojičić, Z; Isljamović, S; Petrović, N (2012). „A Novel Approach to Evaluating Sustainable Development”. Problemy Ekorozwoju. 7 (1): 81—85.
- Jeremić, V; Seke, K; Radojičić, Z (2011). „Measuring health of countries: a novel approach”. Healthmed. 5 (6): 1762—1766.
- Jeremić, V; Isljamović; Petrović, N; Radojičić, Z (2011). „HUMAN DEVELOPMENT INDEX AND SUSTAINABILITY: WHAT'S THE CORRELATION?”. Metalurgia International. 16 (7): 63—67.
- Lončar, G, B; Božić, S; Radojičiž, Z (2011). „Association of increased parathyroid hormone with neuro endocrine activation and endothelial dysfunction in elderly men with heart failure”. JournalofEndocrinologicalInvestigation. 34 (3): E78—E85.
- Jeremić, V; Vukmirović, D; Radojičić, Z. (2011). „TOWARDS A FRAMEWORK FOR EVALUATING ICT INFRASTRUCTURE OF COUNTRIES: A SERBIAN PERSPECTIVE”. Metalurgia International. 16 (9): 15—18.
- Božić, B; Lončar, G; Prodanović, N; Radojičić, Z (2010). „Title: Relationship Between High Circulating Adiponectin With Bone Mineral Density and Bone Metabolism in Elderly Males With Chronic Heart Failure”. Journal of Cardiac Failure. 16 (4): 301—307.
- Radovanović, S; Savić-Radojevic, A; Pljesa-Ercegovac, M; Radojičić, Z (2012). „Markers of Oxidative Damage and Antioxidant Enzyme Activities as Predictors of Morbidity and Mortality in Patients With Chronic Heart Failure”. Journal of Cardiac Failure. 18 (6): 493—501.